# Malzdarre (Mellingen)

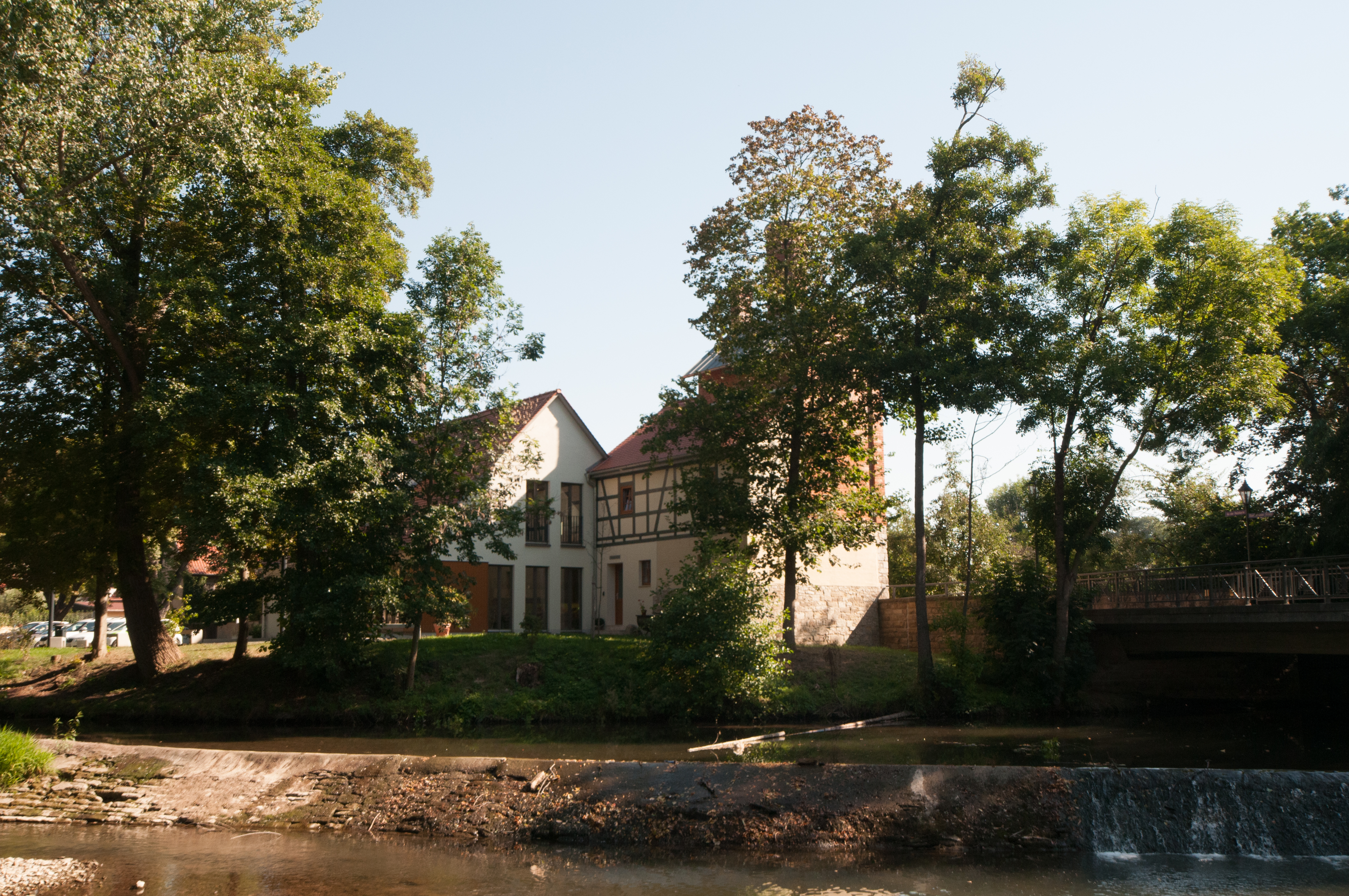
Malzdarre

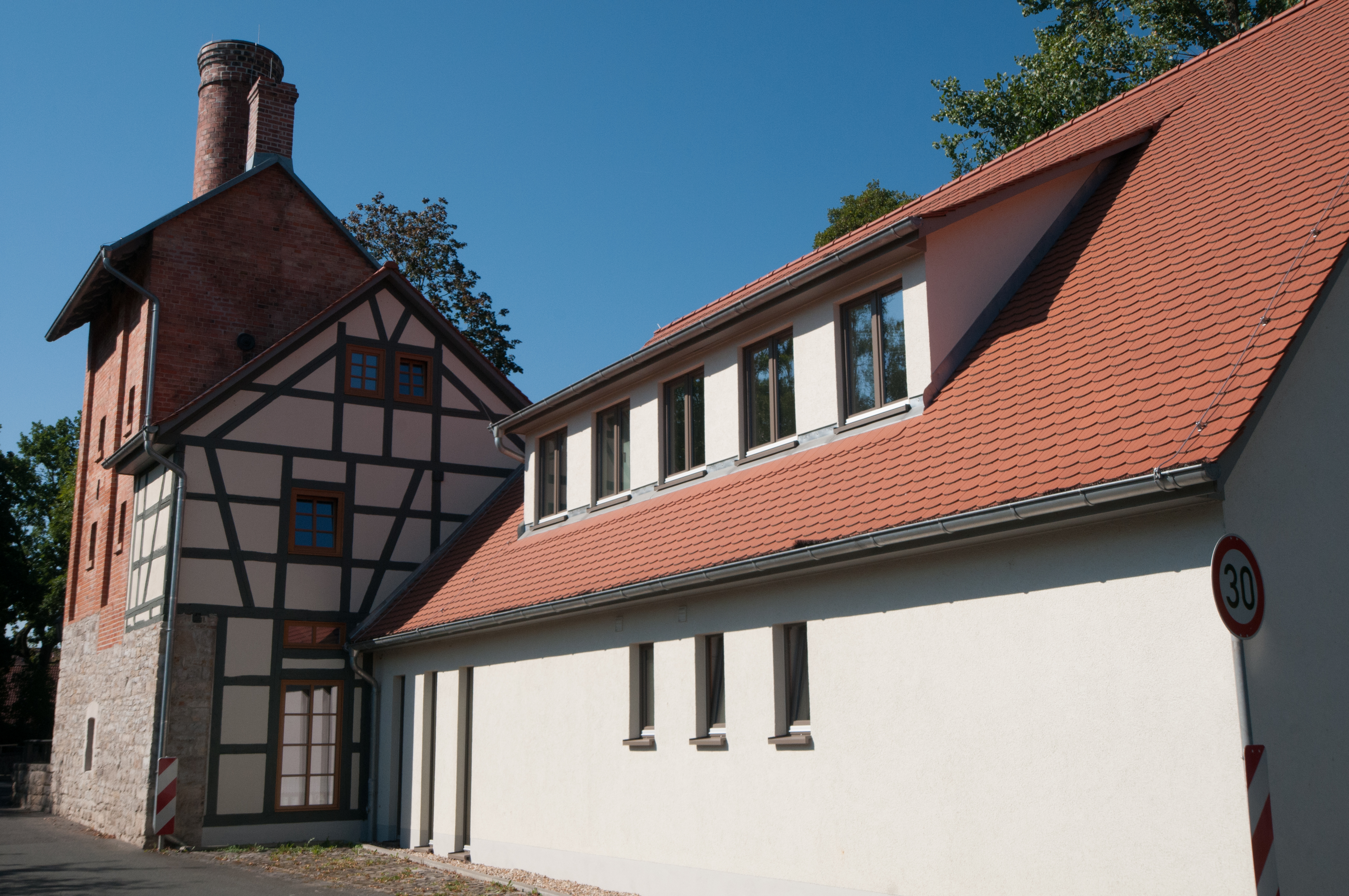
Malzdarre mit Gemeindeverwaltung und Heimatstube Mellingen

Die Malzdarre in der Straße An der Malzdarre 1 in Mellingen im Weimarer Land diente zur Trocknung von Malz.
Das Gebäude hat ein Untergeschoss aus Stein und ein Fachwerkobergeschoss mit integriertem „Darrturm“ aus Naturstein- und Klinkermauerwerk. Die ehemalige Darre liegt nahe dem Wehr der Ilm. Zweck des Gebäudes war das Trocknen von Malz für die naheliegende Brauerei in Mellingen. 1952 wurde sie von der BHG als Wäscherei und öffentliches Bad umgenutzt. Sie stand über 60 Jahre ungenutzt leer, sodass hoher Sanierungsbedarf entstand. Zum Teil bestand sogar Einsturzgefahr.
Die Malzdarre steht auf der Liste der Kulturdenkmale in Mellingen (Thüringen). Die Malzdarre ist zugleich Namensgeber eines Straßenzuges in Mellingen. Im Haus An der Malzdarre 1 befinden sich die Heimatstube und die Gemeindeverwaltung Mellingen. Das Gebäude steht gleich neben dem Namensgeber.